# Маскировка Москвы в годы Великой Отечественной войны
В годы Великой Отечественной войны был принят ряд мер по маскировке важнейших объектов в Москве для их защиты от бомбардировок.

## История
Во время Великой Отечественной войны Москва считалась немецким командованием важнейшим стратегическим объектом. Используя свой опыт в войне в Европе, большую роль в захвате столицы Советского Союза нацисты отводили массированным авиационным налётам, в том числе на её главный стратегический и историко-культурный объект — Кремль. 26 июня 1941 года комендант Московского Кремля генерал-майор Николай Кириллович Спиридонов направил в Совет Народных Комиссаров СССР предложения со схемами по маскировке наиболее важных для бомбометания люфтваффе объектов — Кремля, Красной площади и Мавзолея Ленина.
9 июля 1941 года Государственным комитетом обороны СССР выпущено постановление № 73с «О создании службы маскировки при Московском совете». На архитекторов и художников возлагалась задача изменить облик ключевых столичных сооружений. Среди них значились оборонные заводы, водопроводные станции, Московский Кремль, Центральный телеграф, нефтехранилища и городские мосты.
Службу маскировки возглавил архитектор Борис Михайлович Иофан, архитектор Дворца Советов, в марте 1941 года удостоенный Сталинской премии второй степени за проект павильона СССР на Всемирной выставке 1937 года в Париже. Свою руку приложил ряд известных советских архитекторов, в том числе Виктор Семёнович Андреев, Иосиф Игнатьевич Ловейко, Михаил Васильевич Посохин, Каро Семёнович Алабян, Николай Джемсович Колли, Дмитрий Николаевич Чечулин и многие другие. Большую помощь, особенно на начальных этапах, оказали специалисты кафедры маскировки Военно-инженерной академии имени Валериана Владимировича Куйбышева.
Иофан предложил провести маскировочные работы двух типов. Во-первых, планировалось создать плоскостные имитации: раскрасить крыши домов, мостовые, тротуары и площади так, чтобы с высоты они казались жилыми кварталами. Фасады крупных построек предлагалось визуально «раздробить»: окрасить их части в разные цвета, создавая впечатление застройки из нескольких меньших по размеру зданий. Вторым видом маскировки были объёмные имитации: деревянные, фанерные и тканевые макеты как отдельных домов и мостов, так и целых кварталов в натуральную величину.
Особое внимание уделялось Кремлю. Он обладал легко узнаваемой с высоты планировкой в виде неправильного треугольника и потому мог в первую очередь пострадать от авиаударов. Кроме того, с южной стороны приметным ориентиром была излучина Москва-реки. Ещё в записке от 26 июня содержались планы маскировки Кремля, подготовленные Б. М. Иофаном и Фёдором Фёдоровичом Федоровским — автором Кремлёвских звёзд. Официально проект принят и утверждён 14 июля, при этом работы по изменению облика кремлёвских построек начались ещё 28 июня. Первая бомбардировка Москвы произошла 22 июля, а к 1 августа маскировочные работы были завершены.
Стремясь сделать треугольную планировку Московского Кремля менее узнаваемой, служба маскировки засыпала песком путь от Спасской до Боровицкой башни. Зубцы кремлёвских стен частично скрывали за конструкциями из брезента, дерева и фанеры, призванных имитировать жилые постройки. Освещение звёзд на башнях отключили и обтянули их маскировочными сетками. Золочёные купола Архангельского, Благовещенского, Успенского соборов, церквей Двенадцати Апостолов и Ризоположения, колокольни Ивана Великого окрасили в серый, сняли кресты. В камуфляжные цвета покрашены и стены соборов и башен. Зелёные крыши покрывали коричневой краской, что имитировало ржавчину на кровлях обычных домов. На территории Красной площади, Тайницкого и по наружному контуру Александровского сада построены фанерные декорации городских кварталов. На каркас из металлических труб, возведённый над Мавзолеем Ленина, натянули «дом», сшитый за несколько дней из 1500 метров сурового полотна. Саркофаг с телом Владимира Ильича Ленина, музейные ценности и архивы перевезены из Кремля в глубокий тыл.
29 июля майор государственной безопасности Николай Семёнович Шпигов, майор Баданин и художник Ф. Ф. Федоровский осмотрели маскировку кремлёвского комплекса с высоты в тысячу метров на самолёте фирмы «Дуглас». По их предложению работы охватили прилегающие территории: Александровский сад, площадь Свердлова (ныне Театральная площадь) и Манежную площадь, начало улицы Горького (сейчас Тверская улица), Водоотводный канал, набережные Москвы-реки. Излучина последней была забита баржами и плотами с ложными сооружениями, покрытыми маскировочными сетями.
Среди других объектов в столице были замаскированы Большой театр, здание Госплана СССР (в настоящее время здание Государственной думы РФ), Государственная библиотека СССР имени В. И. Ленина, ГУМ, Дом правительства, Манеж, гостиница «Москва», Средние торговые ряды, Центральный театр и другие. Между Большим Москворецким и Большим Каменным мостами воздвигнут макет несуществующей переправы. Зимой 1942 года на футбольном поле стадиона «Динамо» высажены ели.
К концу ноября в Москве и её пригородах воздвигнуты ложные объекты — семь заводских корпусов, два элеватора, нефтебаза, военный лагерь, девять аэродромов с макетами самолетов.
Основной объём работ был выполнен уже в августе, но отдельные мероприятия по маскировке проводились до середины 1942 года. С начала Великой Отечественной войны до лета 1942 года столица СССР подверглась 125 воздушным налётам, в результате которых пострадало свыше 220 зданий. Восемь из этих атак пришлись на Кремль, но ни одна из бомбардировок не нанесла серьёзного урона объекту. К Параду на Красной площади 7 ноября 1941 года часть маскировок (в том числе с Мавзолея) была снята, после окончания активных авианалётов в 1942 году маскировка постепенно снималась.